# Bethlem Royal Hospital

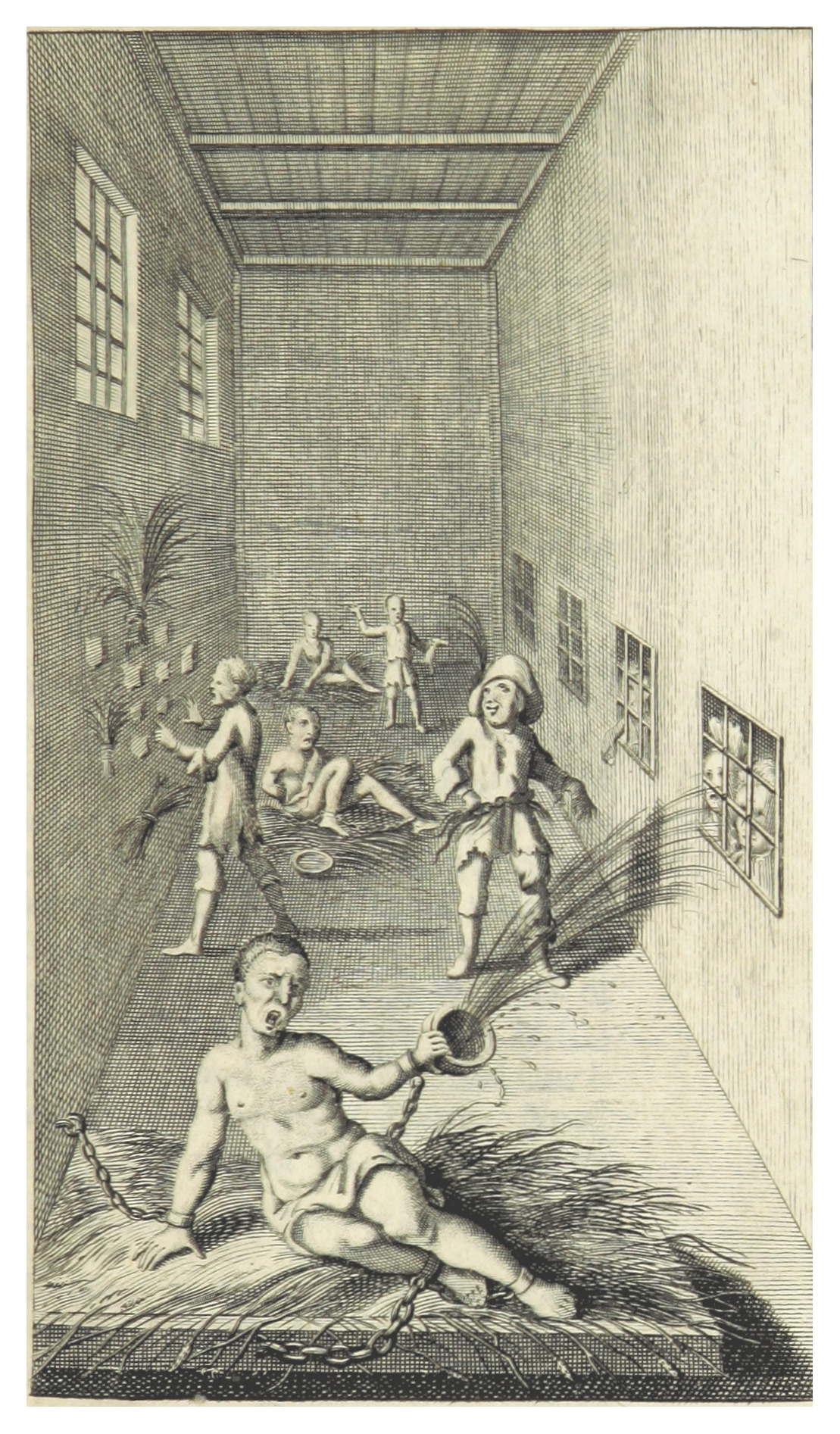
Unter Verrückten (Buchillustration von 1710)

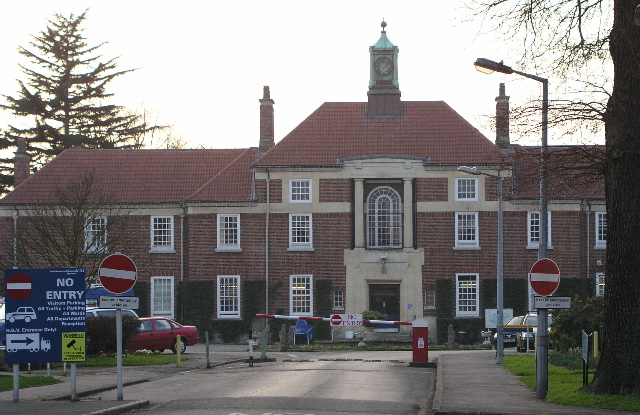

Das Bethlem Royal Hospital ist eine psychiatrische Klinik in London. Sie wird allgemein auch als Bedlam bezeichnet, eine Verballhornung des englischen Wortes für Bethlehem. Der Begriff bedlam hat als Synonym für Chaos oder Tumult Eingang in die englische Sprache gefunden.
Neben dem „Narrenturm“ in Wien gehört es zu den ältesten Einrichtungen für Menschen mit einer psychischen Störung. Obwohl es in neuerer Zeit zu den Vorreitern einer humanitären Therapie gehört, ist es heute immer noch für grausame und menschenunwürdige Zustände im 17. und 18. Jahrhundert bekannt.

## Geschichte
Das Hospital wurde 1330 am heutigen Standort des Londoner Bahnhofs Liverpool Street errichtet, ab 1357 wurden Patienten mit psychischen Erkrankungen aufgenommen. Im frühen 16. Jahrhundert wurde der Name Betlam erstmals auf Stadtkarten verzeichnet. Die Bedingungen waren verheerend, die Versorgung der Patienten wurde auf das Nötigste eingeschränkt, unbändige Insassen wurden angekettet. Rund dreißig Insassen wurden zu dieser Zeit durchschnittlich im Gebäude verwahrt. Im Jahre 1675 zog Bedlam in ein Gebäude außerhalb der Stadtgrenze, das von Robert Hooke entworfen wurde. Der Dramatiker Nathaniel Lee war dort fünf Jahre lang in Haft. Erstmals wurden die „Geisteskranken“ im Jahr 1700 als Patienten bezeichnet, zwischen 1725 und 1734 teilte man das Gebäude in zwei Stationen für „Heilbare“ und „Unheilbare“ ein. 1815 wurde Bedlam in ein neues Gebäude nach Southwark verlagert, in dem heute das Imperial War Museum beheimatet ist. Schließlich zog sie 1930 in den Süden Londons, wo sie bis heute in Bromley ansässig ist.